# Fronesis (tidskrift)
För andra betydelser av ordet, se Fronesis.
Fronesis är en svensk vänsterorienterad samhällsteoretisk tidskrift, som utkom med sitt första nummer 1998. Fronesis ges ut av Tidskriftsföreningen Fronesis och ingår i det europeiska kulturtidskriftsnätverket Eurozine. Tidskriften utsågs till Årets kulturtidskrift 2004. 
Fronesis är ett grekiskt ord som  betyder gott omdöme eller handlingsklokhet samt förstånd eller kompetens.